# Hermandad de la Pasión (Córdoba)
La Muy Ilustre y Fervorosa Hermandad y Cofradía de Nazarenos de Nuestro Padre Jesús de la Pasión, María Santísima del Amor y San Juan Evangelista es Cofradía que hace Estación de Penitencia el Miércoles Santo en Córdoba, España. Dicha hermandad tiene sede canónica en la Parroquia de Nuestra Señora de la Paz, en el barrio de San Basilio.

## Historia
A pesar de que los fieles del barrio ya veneraban a las imágenes titulares de esta Hermandad desde el siglo XVII,  no se formó Cofradía en torno a ellas hasta 1939, aunque en  un informe realizado a instancias del obispo Trevilla aparecía en el barrio del Alcázar Viejo la Cofradía de Nuestra Señora de la Paz, que hasta finales del siglo XVII procesionaba los pasos de San Juan, Nuestro Señor Crucificado, Jesús con la Cruz al hombro y Nuestra Señora de la Soledad. De aquí, se puede deducir que, al menos, la imagen del nazareno correspondía a Nuestro Padre Jesús de la Pasión. 
Sin embargo, hasta 1939 no será fundada la Hermandad actual, haciéndolo un grupo de devotos del barrio, vinculados, en su mayoría, a la Hermandad de la Virgen del Tránsito, radicada en la misma parroquia. A comienzos de dicho año, se crea una comisión gestora encargada de poner en marcha la nueva hermandad de Nuestro Padre Jesús de la Pasión, María Santísima del Amor y San Juan de la Palma, cambiando posteriormente el nombre de este último por el de San Juan Evangelista.
El primer objetivo de esta comisión gestora es la redacción de unos estatutos que van a ser aprobados por el titular de la diócesis cordobesa monseñor Adolfo  Pérez Muñoz el 30 de marzo de 1939, aunque hasta el 6 de noviembre de 1940 no tiene lugar la erección canónica de la hermandad. No obstante, en ese mismo año 1939, la venerada efigie de Jesús de la Pasión realiza su  primera Estación de Penitencia en la noche del Martes Santo por las calles del barrio, al igual que en 1940.
El proceso culmina el 1 de enero de 1941, con la elección de la Junta Directiva que va a estar presidida por el hermano mayor Francisco Ruiz Ruiz. Entre los primeros acuerdos tomados por los gobernantes de la cofradía destacan la celebración de la fiesta de fundación de la hermandad el Domingo de Pasión 30 de marzo, a las diez y media de la mañana en la que predica el canónigo Mariano Ruiz Calero, y la institución de la medalla de plata al mérito cofrade, distinción que recae en personas ligadas a la Semana Santa cordobesa, en un alto porcentaje hermanos mayores.  
En la Semana Santa de 1941 la Hermandad realiza su primera Estación de Penitencia el Jueves Santo, y al año siguiente sería el Miércoles Santo, continuando en este día hasta la actualidad.
En junio de 1943 el cabildo elige como hermano mayor a Juan Rodríguez Mora que inmediatamente acomete un proyecto ambicioso como son las obras de la capilla del titular para las que ofrece todos los materiales necesarios el teniente coronel del Depósito de Sementales, acuartelamiento que mantiene unos estrechos lazos con la hermandad hasta su desaparición. Realizaciones destacadas del nuevo hermano mayor van a ser la adquisición de atributos para el desfile procesional y de tela para la confección de hábitos penitenciales.
La labor desarrollada por Rodríguez de Mora viene refrendada por su reelección en mayo de 1947 para un segundo mandato, pero dimite unos meses después, abriéndose un corto periodo de provisionalidad hasta que en febrero de 1948 sale nombrado Joaquín Fernández de Córdova y Martel, quien llevará a cabo la consolidación de la Hermandad de Jesús de la Pasión durante un largo mandato que llegará hasta 1966.
Sin duda, la iniciativa más relevante será la incorporación a la estación de Penitencia de María Santísima del Amor y San Juan en 1949. El ansiado proyecto se realiza gracias a la colaboración de los hermanos Rafael Bocero Dobado y Manuel Ramírez Villanueva, quienes sufragan los gastos de las andas y la corona de plata de la Virgen. Unos años después se aprueba la realización de unos respiraderos de metal plateado. El diseño se debe al delegado artístico de la cofradía José García Armenta y la obra se encomienda al orfebre Rafael León. Los gastos originados por los vistosos respiraderos del paso de la Virgen del Amor van a ser sufragados con el producto de rifas y aportaciones de los miembros de la Junta de Gobierno y devotos.

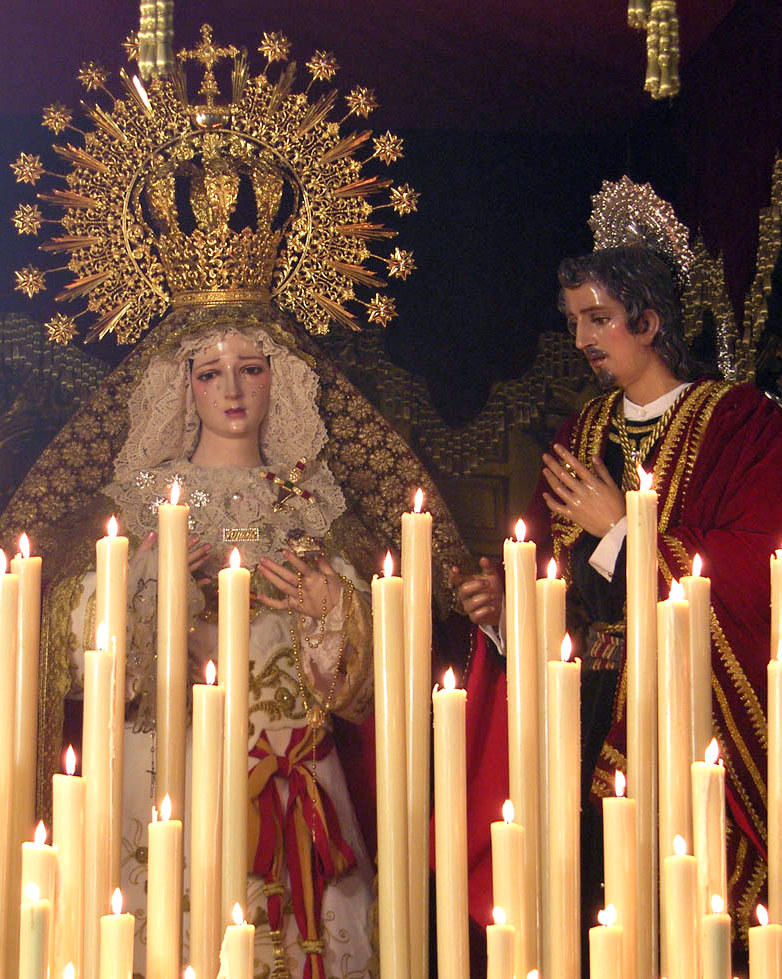
María Santísima del Amor y San Juan Evangelista

Otra de las realizaciones de envergadura de esta etapa es el nuevo paso del titular Jesús de la Pasión. Aunque el acuerdo de la directiva se toma en noviembre de 1949, se demora hasta abril de 1954, fecha en la que se nombra una comisión encargada del tema. Entre los dos proyectos presentados se opta por el del prestigioso tallista cordobés Rafael Valverde Toscano. También se confecciona una túnica a la imagen de Jesús de la Pasión y con este motivo el conocido matador de toros Pedro Martínez Pedrés dona un traje de luces para bordar la prenda. También en este mandato se inaugura la capilla donde se veneran los Titulares, estableciéndose a partir de 1952 la celebración de una misa los primeros viernes de mes. También se elaboran unos nuevos estatutos que regulan la organización y funcionamiento de la Cofradía, aprobados por el vicario general del obispado el 29 de enero de 1956.
La estación de penitencia del Miércoles Santo constituye el principal acto religioso de la cofradía a lo largo del año. El recorrido fijado experimenta algunos cambios, siendo el más usual el tránsito por los alrededores de la Catedral y calles Cardenal González y San Fernando hasta alcanzar la carrera oficial. El recorrido de vuelta discurre por la Judería hasta llegar a su barrio del Alcázar Viejo. No obstante durante muchos años el itinerario de vuelta se hace por el Paseo de la Victoria y Doctor Fleming, pero al ser poco lucido queda suprimido en décadas posteriores.
En mayo de 1982 toma el relevo Lucio Gómez Gozalo, quien abre la puerta exterior de la capilla de Nuestra Señora del Tránsito con el fin de que puedan salir los pasos llevados por costaleros el Miércoles Santo de 1983, así como incorporar el palio al paso de la Virgen.
En octubre de 1987 la Hermandad nombró Hermano Mayor Honorario al Cuerpo Superior de Policía pasando a figurar en la calle central de la candelería del Palio una imagen del Santo Ángel de la Guarda con el niño (Patrón del Cuerpo). 
En el año 1988, la imagen de Nuestro Padre Jesús de la Pasión preside el Vía Crucis de las Cofradías celebrado en la Catedral el día 20 de febrero siendo llevado en el paso de la Virgen del Tránsito.
En el mes de abril de 1988 se produce el hundimiento parcial de la Parroquia de San Basilio y las imágenes han de ser desalojadas de la misma ya que la capilla en la que se encuentran amenaza ruina, siendo trasladadas a unas dependencias anejas a la parroquia. Debido a este motivo la Cofradía realiza su Estación de Penitencia desde la Santa Iglesia Catedral desde el año 1989 hasta el año 1992, volviendo a salir desde la Parroquia de San Basilio en la Semana Santa de 1993.
El 2 de octubre de 1995 (día del Santo Ángel de la Guarda) se le impuso en un solemne acto realizado en la Santa Iglesia Catedral a María Stma. del Amor el fajín de honor y la medalla al mérito policial concedida en el mes de julio por la Dirección General de la Policía. Con tal motivo, la imagen de María Stma. del Amor procesionó en su paso sola, siendo una de las pocas veces que se ha podido contemplar sin la compañía de San Juan.
En la actualidad son hermanos mayores honorarios don José Mellado Martínez, por su constante colaboración  y  el  Cuerpo Superior de Policía, cuya sede se encuentra dentro de la circunscripción parroquial y es hermano de honor desde diciembre de 1974  la Casa de Sevilla en Córdoba.

## Imágenes Titulares
- Nuestro Padre Jesús de la Pasión:

El Señor es anónimo del siglo XVII restaurado por Martínez Cerrillo en el año 1941 que le talló una corona de espinas y el pelo que antes era postizo, también fue restaurado por Miguel Arjona en 1983 y por Antonio Bernal en el 2002.
- María Santísima del Amor y San Juan Evangelista:

La Virgen y San Juan también son anónimas del siglo XVII restauradas por Martínez Cerrillo en 1946, Miguel Arjona en 1983 y 1983 y Antonio Bernal en el 2001.

## Música
- Nuestro Padre Jesús de la Pasión: Agrupación Musical “Santo Tomás de Villanueva” (Ciudad Real).

- Nuestra Señora del Amor y San Evangelista: Banda de Música Municipal de Coria del Río (Sevilla).

## Recorrido

### Recorrido del 2011
- Recorrido de Ida: (17:45 Cruz de Guía) Salida San Basilio, Arco de Caballerizas, (18:00) Caballerizas Reales, (18:30) Amador de los Ríos, Triunfo, Corregidor Luis de la Cerda, (18:30) Cardenal González, (19:00) San Fernando, (19:30) Diario de Córdoba.
- Recorrido Oficial: (20:17) Claudio Marcelo, Plaza de las Tendillas.
- Recorrido de Vuelta: Jesús y María, Ángel de Saavedra, (21:30) Blanco Belmonte, Plaza de la Agrupación de Cofradías, Conde y Luque, Deanes, Judería, (22:00) Cardenal Herrero, (22:30) Santa Iglesia Catedral, Magistral González Francés, (23:00) Cardenal Herrero, Judería, (23:30) Los Manríquez, (00:00) Plaza de los Santos Mártires, (00:30) Caballerizas Reales, Arco de Caballerizas, Enmedio, (00:50) Entrada Plaza de San Basilio.

## Patrimonio Musical
- Jesús de la Pasión, escrito por José J. Gámez Varo en el año 1983.
- Reina de San Basilio, escrito por José A. Vázquez Cañete en el año 1998.
- Señor de San Basilio, escrito por Nicolás Barbero Rivas.
- Amor y Pasión, escrito por JM Sánchez Martin.
- A paso lento... Pasión, escrito por José Manuel Mena Hervas en el año 2008.
- Virgen del Amor, escrito por Francisco Javier Alonso Delgado en el año 2008.
- Virgen del Amor entre Naranjos, escrito por Pablo Antonio Gracía Sánchez en el año 2008.[2]
- Al compás de San Basilio
- Pasión en San Basilio

## Paso por la Carrera Oficial
| Predecesor: La Misericordia | Orden de entrada en la carrera oficial (Miércoles Santo) Quinto lugar | Sucesor: La Piedad |